# Řepeč
Řepeč település Csehországban, a Tábori járásban. Řepeč Stádlec, Bečice, Dražičky, Dražice, Malšice és Opařany településekkel határos. Lakosainak száma 285 fő (2024. január 1.).

## Népesség
A település lakosságának változását az alábbi diagram mutatja:
| Lakosok száma | 516  | 490  | 494  | 324  | 281  | 243  | 278  | 272  | 275  | 285  |
|               | 1869 | 1900 | 1921 | 1961 | 1980 | 2011 | 2016 | 2019 | 2021 | 2024 |